# Riekoperla perkinsi
Riekoperla perkinsi är en bäcksländeart som beskrevs av Günther Theischinger 1985. Riekoperla perkinsi ingår i släktet Riekoperla och familjen Gripopterygidae. Inga underarter finns listade i Catalogue of Life.